# Mikuni (azienda)

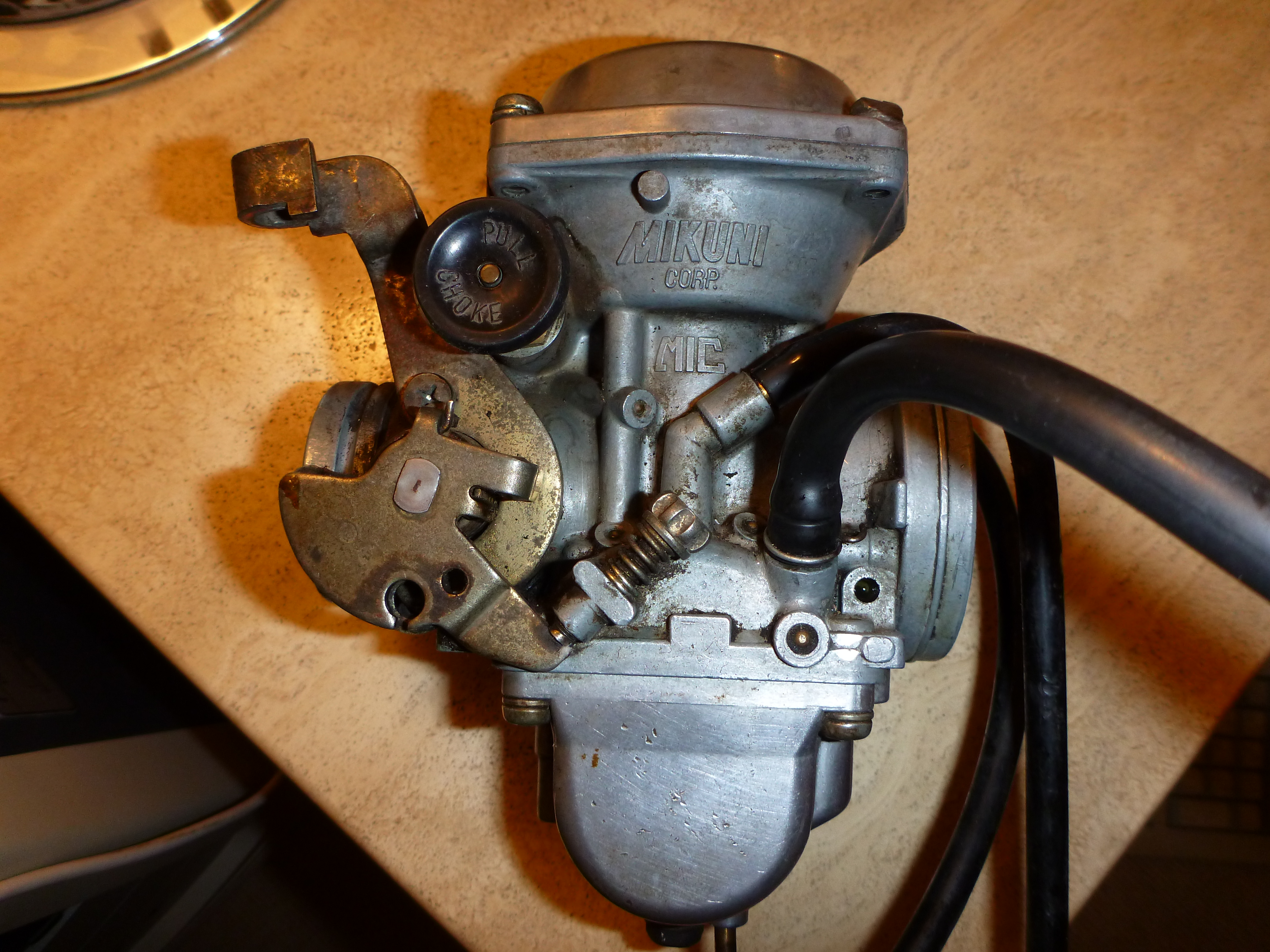
Carburatore Mikuni

La Mikuni (株式会社ミクニ?, Kabushiki gaisha Mikuni) è un'azienda giapponese fondata nel 1923 con sede a Sotokanda, specializzata nella costruzione di parti e componentistica relative a automobili e motociclette tra cui carburatori e sistemi di iniezione elettronica, quotata alla borsa di Tokyo.
L'azienda tra le pionieri nella produzione di carburatori, ha impianto produttivi anche in Thailandia e Indonesia e opera principalmente nella fornitura di carburatori a molti produttori di motociclette giapponesi e del sud-est asiatico, tra cui Yamaha, Suzuki, Hyosung Motors, TVS Motor e Honda.